# Хроват, Мета
Мета Хроват (словен. Meta Hrovat; 2 марта 1998 года в Словения) — словенская горнолыжница, участница зимних Олимпийских игр 2018 года, призёр этапов Кубка мира по горнолыжному спорту. Специализируется в слаломных дисциплинах.

## Карьера
Мета является дочерью мэра Краньска-Горы Янеза Хровата. С декабря 2014 года с 15-летнего возраста она начала участвовать в гонках FIS. 28 декабря 2015 года она дебютировала на этапах Кубка мира по горнолыжному спорту, произошло это в Линце, где в итоге она финишировала на 35-м месте. На зимних юношеских Олимпийских играх, которые прошли в Лиллехаммере в феврале 2016 года, она завоевала бронзовую медаль в слаломе. Через месяц она выиграла золотую медаль в командных соревнованиях на чемпионате мира среди юниоров в Сочи. 27 января 2018 года она впервые в карьере поднялась на подиум на этапе Кубка мира, заняв третье место.
На зимних Олимпийских играх в Пхёнчхане в 2018 году она приняла участие в двух спусках. Финишировала 14-й в гигантском слаломе и 21-й в слаломе.
На дебютном для себя чемпионате мира 2019 года в шведском Оре она сумела квалифицироваться в одной дисциплине — в гигантском слаломе на 22-м месте.
В феврале 2020 года Мета на своей родной трассе в Краньска-Горе финишировала на третьем месте на этапе Кубка мира. Через год в 2021 году ей удалось повторить этот успех.

## Выступления на крупнейших соревнованиях

### Олимпийские игры
| Олимпийские игры | Скоростной спуск | Супергигант | Гигантский слалом | Слалом | Комбинация | Команды |
| ---------------- | ---------------- | ----------- | ----------------- | ------ | ---------- | ------- |
| 2018 Пхёнчхан    | —                | —           | 14                | 21     | —          | —       |

### Чемпионаты мира
| Чемпионат мира | Скоростной спуск | Супергигант | Гигантский слалом | Слалом | Комбинация | Команды |
| -------------- | ---------------- | ----------- | ----------------- | ------ | ---------- | ------- |
| 2019 Оре       | —                | —           | 22                | —      | —          | —       |

### Кубок мира

#### Подиумы на этапах Кубка мира
| № | Сезон   | Дата        | Место         | Дисциплина        | Место |
| - | ------- | ----------- | ------------- | ----------------- | ----- |
| 1 | 2017/18 | 27 янв 2018 | Ленцерхайде   | Гигантский слалом | 3     |
| 2 | 2019/20 | 15 фев 2020 | Краньска-Гора | Гигантский слалом | 3     |
| 3 | 2020/21 | 17 янв 2021 | Краньска-Гора | Гигантский слалом | 3     |